# Леонард Дорофтей
Леона́рд Дорофте́й (рум. Leonard Doroftei), відомий також як Леона́рд Дорі́н (англ. Leonard Dorin; 10 квітня 1970, Плоєшті) — румунський професійний боксер, призер Олімпійських ігор, чемпіон світу і Європи серед аматорів, чемпіон світу за версією WBA (2002—2003) в легкій вазі.

## Аматорська кар'єра
На Олімпійських іграх 1992 Леонард Дорофтей завоював бронзову медаль в категорії до 63,5 кг.
- В першому раунді переміг Едгара Руїса (Мексика) — 24-4
- В другому раунді переміг Арло Чавеса (Філіппіни) — 15-1
- В чвертьфіналі переміг Пітера Річардсона (Велика Британія)
- В півфіналі програв Марку Ледюк (Канада) — 6-13

На чемпіонаті світу 1993 Дорофтей здобув дві перемоги, а в чвертьфіналі поступився господарю турніру Їрі К'яллу (фінляндія).
На чемпіонаті Європи 1993 Леонард Дорофтей завоював бронзову медаль, програвши в півфіналі Октай Уркалу (Німеччина).
Надалі Дорофтей виступав в категорії до 60 кг. На чемпіонаті світу 1995 він став чемпіоном, здолавши в півфіналі Марко Рудольфа (Німеччина) — 13-5 і в фіналі — Бруно Вартеля (Франція) — 12-4.
На чемпіонаті Європи 1996 Дорофтей став чемпіоном, здолавши в півфіналі Вахдеттіна Ішсевера (Туреччина) — 9-2, а в фіналі — Тончо Тончева (Болгарія) — AB 2.
На Олімпійських іграх 1996 Леонард Дорофтей завоював бронзову медаль.
- В першому раунді переміг Хуліо Мбумба (Габон) — RSC-2
- В другому раунді переміг Сергія Копьонкіна (Киргизстан) — 10-1
- В чвертьфіналі переміг Кобу Гоголадзе (Грузія) — 17-8
- В півфіналі програв Хосіну Солтані (Алжир) — 6-9

## Професіональна кар'єра
1997 року Дорофтей, переїхавши до Канади, підписав професійний контракт. Протягом 1998—2001 років провів 19 переможних боїв. 5 січня 2002 року Леонард Дорофтей вийшов на бій проти чемпіона світу за версією WBA в легкій вазі аргентинця Рауля Бальбі і в близькому бою здобув перемогу розділеним рішенням суддів, завоювавши титул чемпіона.
31 травня 2002 року Дорофтей і Бальбі в Бухаресті зустрілися в реванші. Цього разу Дорофтей здобув перемогу одностайним рішенням.
17 травня 2003 року Леонард Дорофтей зустрівся в об'єднавчому бою з непереможним чемпіоном світу за версією IBF американцем Полом Спадафорою (36-0, 14KO). Поєдинок відбувся в Піттсбурзі, рідному місті Спадафори, тож Дорофтею давали мало шансів на успіх. Але румун контролював більшу частину бою, який закінчився нічийним вердиктом суддів.
24 липня 2004 року Дорофтей зустрівся в бою з чемпіоном світу за версією WBC в першій напівсередній вазі Артуро Гатті і був нокаутований в 2 раунді, зазнавши першої поразки. Цей бій став останнім в профікар'єрі боксера.
Після завершення виступів Дорофтей повернувся до Румунії. 2012 року був обраний президентом румунської федерації боксу.